# جنكيز أيتماتوف
جنكيز أيتماتوف (12 ديسمبر 1928 - 10 يونيو 2008)، أديب قيرغيزي (سوفيتي سابقًا). حاز على جائزتي لينين والدولة، له العديد من الروايات والقصص، من رواياته : جميلة، المعلم الأول، ويطول اليوم أكثر من قرن، طريق الحصاد، النطع، السفينة البيضاء، ووداعا ياغولساري، الغرانيق المبكرة، شجيرتي في منديل أحمر، عندما تتداعى الجبال، العروس الخالدة، طفولة في قرغيزيا، نمر الثلج، الكلب الأبلق الراكض على حافة البحر.
اهتم في رواياته بالجانب الروحي والنفسي للإنسان، كما تبرز في عدد من رواياته اهتمامه الشديد بالبيئة والطبيعة، حفلت رواياته بالكثير من الأطراء والتقدير. أنتج فيلم سينمائي مأخوذ من رواية جميلة.
عمل سفيرًا للجمهورية القيرغيزية في بلجيكا، الاتحاد الأوروبي، حلف الناتو واليونيسكو. تم إعدام والده في عام 1937 في موسكو، مما إضطره للعمل باكرًا من عمر 14 عام.

## روابط خارجية
- جنكيز أيتماتوف على موقع IMDb (الإنجليزية)
- جنكيز أيتماتوف على موقع الموسوعة البريطانية (الإنجليزية)
- جنكيز أيتماتوف على موقع مونزينجر (الألمانية)
- جنكيز أيتماتوف على موقع ألو سيني (الفرنسية)
- جنكيز أيتماتوف على موقع ميوزك برينز (الإنجليزية)
- جنكيز أيتماتوف على موقع أول موفي (الإنجليزية)
- جنكيز أيتماتوف على موقع قاعدة بيانات الأفلام السويدية (السويدية)
- جنكيز أيتماتوف على موقع ديسكوغز (الإنجليزية)
- جنكيز أيتماتوف على موقع ديسكوغز (الإنجليزية)
- جنكيز أيتماتوف على موقع قاعدة بيانات الفيلم (الإنجليزية)